# 2021年電子娛樂展
E3 2021是第26屆电子娱乐展，在此期間来自电子游戏产业的硬體制造商、軟體開發商和發行商展示了新產品和即將推出的遊戲。該活動由娛樂軟體協會（ESA）舉辦，於2021年6月12日至15日以虛擬、線上的活動方式舉行，所有人都可免費參加。本屆成為最後一次舉辦的E3電子娛樂展。
參加這次活動的公司包括任天堂、微软、卡普空、育碧、Take-Two Interactive、華納兄弟互動娛樂、Koch Media、史克威尔艾尼克斯、世嘉、Gearbox软件、万代南梦宫、Turtle Beach、威訊通訊和Xseed Games。科樂美曾計劃参加，但後來又宣布他們不會參加E3，因為它們正在深入開發幾款遊戲，他們將在之後公布。
在本屆電子娛樂展已在變為網上舉行後，ESA原計劃來屆將會變回實體舉行，但2022年1月宣佈實體活動的計劃將會取消，3月31日則宣佈整個E3 2022也會取消（包括網上活動）。2023年7月，E3 2023確認將標誌著實體舉行活動的回歸，然而由於主要發行商缺乏興趣和出席，該展覽也被取消，而導致在同年12月12日ESA宣佈完全停辦E3電子娛樂展。

## 線上活動
為了舉辦線上活動，ESA提供了一个流動應用程式和入口網站。媒體可以在6月7日進入此程式和入口網站。玩家於6月12日可以進入這些程式和入口網站。該應用程式與入口網站用於展示遊戲和新聞發布會。媒體可以在5月24日開始註冊，而專業人士、創作者和網紅可以在5月31日註冊。6月3日，玩家可以開始註冊。

## 特色遊戲
這是開發商或發行商在E3 2021上推出的遊戲列表。
| 卡普空 - 大逆轉裁判 -成步堂龍之介的冒險- - 魔物獵人 崛起 - 魔物獵人物語2 ～破滅之翼～ - 惡靈古堡 村莊 Gearbox软件 - 眾神殞落 - 萬艦齊發3 - 小蒂娜的奇幻樂園 - 米德加德部落 Xbox游戏工作室／贝塞斯达软件 - 极限竞速 地平线5 - 最後一戰：無限 - 微软飞行模拟器 - 脑航员2 - 盗贼之海 - 天外世界2 - 上古卷軸Online - 辐射76 - 红霞岛 - 星空 | 任天堂 - 高级战争 1+2：重新训练营 - Cruis'n Blast - 薩爾達無雙 災厄啟示錄（NS） - 薩爾達傳說 曠野之息 續篇（NS） - 薩爾達傳說 禦天之劍HD （NS） - 瑪利歐高爾夫 超級衝衝衝（NS） - 瑪利歐派對 超級巨星（NS） - 密特罗德 生存恐惧（NS） - 任天堂明星大亂鬥 特別版（NS） - 分享同樂！瓦利歐製造（NS） 史克威尔艾尼克斯 - 圣剑传说 玛娜传奇 - 奇妙人生Remastered Collection - 奇異人生：本色 - 漫威復仇者聯盟 - 漫威星際異攻隊 - 樂園的異鄉人 最終幻想起源 育碧 - 刺客信条：英灵殿 - 阿凡達：潘朵拉邊境 - 孤岛惊魂6 - 舞力全开2022 - 瑪利歐+瘋狂兔子 希望之星（NS） - 極限共和國 - 搖滾史密斯+ - 虹彩六號：撤離禁區 - 虹彩六號：圍攻行動 |

### 育碧
育碧於2021年6月12日中午12點舉行了Ubisoft Forward線上發表會。發表會發表的遊戲包括《彩虹六號：撤離禁區》、《搖滾史密斯+》、《極限共和國》、《虹彩六號：圍攻行動》、《刺客信条：英灵殿》、《舞力全開2022》 、《極地戰嚎6》、《瑪利歐+瘋狂兔子 希望之星》和《阿凡達：潘朵拉邊境》。